# Jönköpings trivialskola

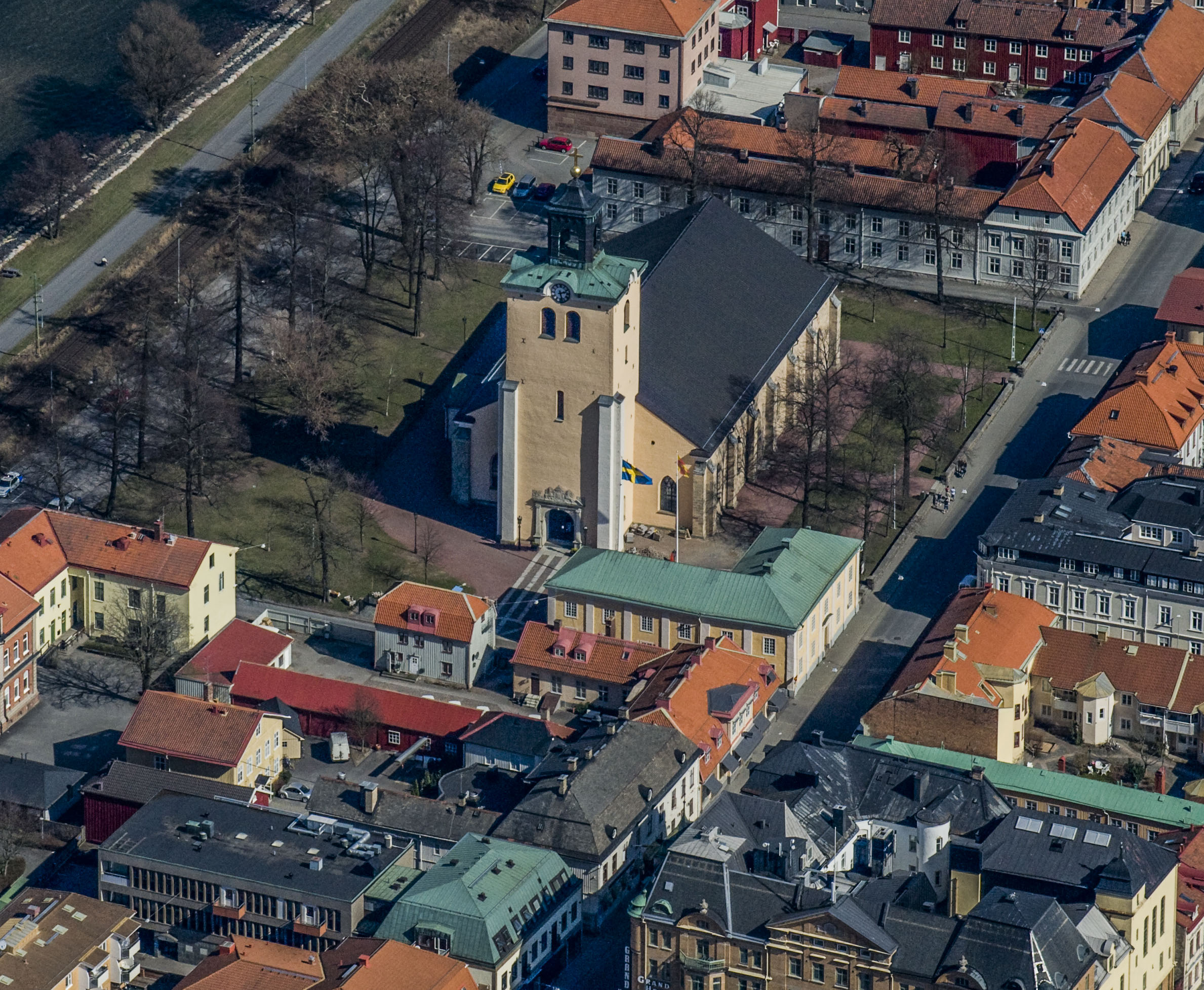
Kristine kyrka från västsydväst. Trivialskolan i Jönköping låg i högra längan i huset i bildens mitt, närmast kyrkotornet.

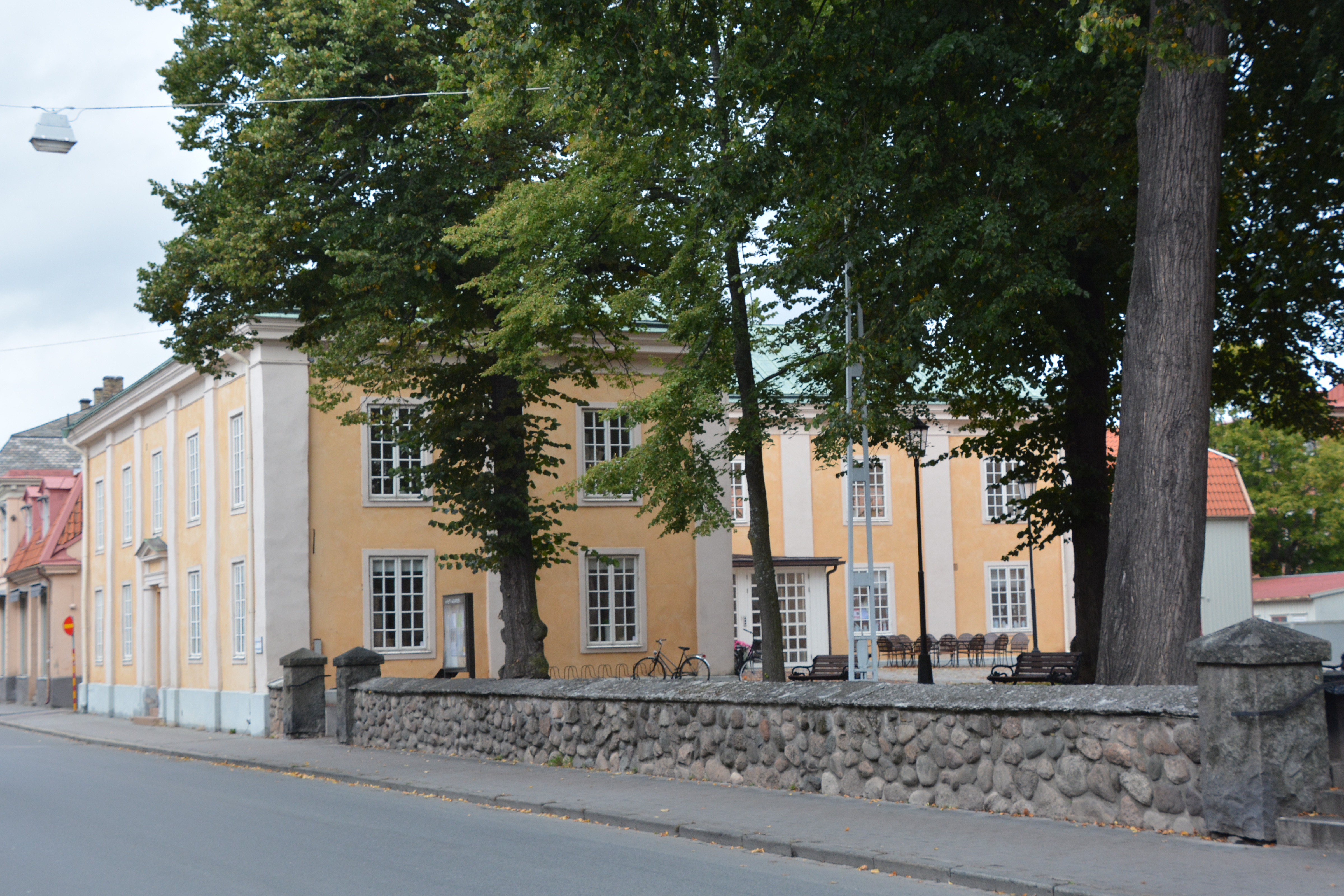
Trivialskolans byggnad

Jönköpings trivialskola var en trivialskola i Jönköping verksam från 1649 till och 1849 (till 1820 med namnet trivialskola).
Jönköping hade sedan medeltiden haft en stadsskola, om vilken dock inte mycket är känt. Trivialskolan som skolform inrättades enligt 1649 års skolordning, och stadsskolan i Jönköping ombildades samma år till (den statliga) Trivialskolan i Jönköping. Skolan erbjöd grundutbildning för ungdomar i trivium, det vill säga grammatik, retorik och dialektik (logik) samt i skrivning och räkning. Den var en av landets då tjugoen så kallade  fullständiga trivialskolor, till skillnad från lägre trivialskolor, även kallade barnskolor, med endast en eller två klasser. Genomgången trivialskola berättigade till inträde på  ett av landets gymnasier på åtta orter, varav de som låg närmast Jönköping var Skara, Växjö och Linköping. Trivialskolan i Jönköping var under tillsyn av biskopen i Växjö, i biskopens roll som eforus, eller dennes utsedda ställföreträdare, inspektorn eller vice eforus, tillika kyrkoherden i stadens församling.

## Skolhus
Undervisningen skedde länge i en liten byggnad mot Vättern, i nordvästra hörnet av tomten, som Kristinakyrkan ligger på, med alla elever i ett och samma rum.
Landshövdingen Erik Dahlbergh lyckades få fram medel till en ordentlig skolbyggnad, vilken uppfördes enligt hans ritninger 1692–1696 på kyrktomtens sydvästra hörn utmed Östra Storgatan. Med den nya skolbyggnaden fick varje klass i den fyrklassiga trivialskolan ett eget klassrum. Skolbyggnaden brann ned 1730, varefter den återuppbyggdes. Efter förfall och brandskador i slutet av 1700-talet renoverades den 1819. 

## Verksamhet
Trivialskolor finansierades genom kronointäkter från socknar i grannskapet, och det fanns en rättighet för lärare och lärjungar till så kallad sockengång. Underlaget för Jönköpingsskolans del var dock svagt, eftersom till exempel Norra Vedbo och Södra Vedbo härader i Jönköpings län låg under Linköpings stift och Mo härad väster om stan låg i Skara stift. Även inkomster från Vista härad i Växjö stift gick skolan miste om, eftersom det låg inom grevskapet  Visingsborg, där det fanns en egen skola, på Visingsö. Skolan hade ekonomiska problem också på  grund av kronans bristande förmåga att driva in medel.
Trivialskolans viktigaste ämne var det latinska språket, som tog mer än halva undervisningstiden i anspråk. Kristendomsämnet tog ungefär en fjärdedel av tiden.

## Elementarläroverk
Trivialskolan ersattes som skolform 1821 av Jönköpings lärdomsskola, som 1849 ombildades till Elementarläroverket i Jönköping. Läroverket låg kvar i samma byggnad – utvidgad med en länga norrut längs Skolgränd – till 1867, då den flyttade till en ny läroverksbyggnad i Rådhusparken.